# Henri Schwery
Henri Schwery, né le 14 juin 1932 à Saint-Léonard en Suisse et mort le 7 janvier 2021 à Saint-Léonard, est un cardinal suisse de l'Église catholique romaine, évêque émérite du diocèse de Sion depuis 1995.

## Biographie

### Formation
Henri Schwery entre au séminaire et suit des études à Sion, ainsi qu'à l'université pontificale grégorienne de Rome. En parallèle de ses études en philosophie et en théologie catholique, il étudie les mathématiques et la physique théorique à l'université de Fribourg à partir de 1957.

### Prêtre
Il est ordonné prêtre le 7 juillet 1957.
Au début de son ministère sacerdotal, il est aumônier diocésain de l'Action catholique pour les jeunes étudiants et aumônier militaire. Il conservera cette dernière fonction jusqu'à sa nomination épiscopale.
Il enseigne au collège de Sion dès 1961, avant de diriger le Petit séminaire de Sion en 1968, puis d'être nommé recteur du Collège de Sion dès 1972.

### Évêque
Nommé évêque de Sion par Paul VI le 22 juillet 1977, il est consacré le 17 septembre suivant et abandonne ses autres charges.
Il est président de la Conférence épiscopale suisse de 1983 à 1988.
Il reste à la tête du diocèse de Sion jusqu'en 1995 alors qu'il a atteint l'âge de 62 ans.

### Cardinal
Henri Schwery est créé cardinal par le pape Jean-Paul II lors du consistoire du 28 juin 1991 avec le titre de cardinal-prêtre de Ss. Protomartiri a Via Aurelia Antica.
Il est grand-prieur de l'ordre des Chevaliers du Saint-Sépulcre en Suisse.
Au sein de la curie romaine, il était membre de la Congrégation pour les causes des saints.
Il participe au conclave de 2005 qui voit l'élection du pape Benoît XVI.
Depuis le 1er janvier 2008, Henri Schwery n'a plus de fonctions officielles au Vatican. En Valais, il célèbre parfois l'Eucharistie dans la paroisse d'Ayent, selon les besoins du curé.
Il atteint la limite d'âge le 14 juin 2012, ce qui l'empêche de participer aux votes du conclave de 2013 qui voit l'élection du pape François.

### Décès
Il meurt le 7 janvier 2021 à Saint-Léonard, son village natal, à l'âge de 88 ans. Ses obsèques sont célébrées par Jean-Marie Lovey le 11 janvier 2021 à la cathédrale Notre-Dame de Sion.

## Publications

### Œuvres
- Un synode extraordinaire, Saint-Maurice, Éditions Saint-Augustin, 1986.
- Sentiers pastoraux, Saint-Maurice, Imprimerie Saint-Augustin, 1988.
- Sentiers épiscopaux, regards sur nos familles, tomes I et II, Saint-Maurice, Imprimerie Saint-Augustin, 1992.
- Magnificat, Paris, Éditions du Chalet, 1992, en collaboration avec neuf évêques d'Europe.
- Chemin de croix, chemin de lumière, Sierre, Éditions Monographic, 1996.
- Kreuzweg Weg des Lichtes, Sierre, Éditions Monographic, 1996.
- Chrétiens au quotidien : en marge du catéchisme de l'Église catholique, Fribourg, Éditions Saint-Paul, 1996.
- Petit catéchisme pour la famille, Hauteville, Éditions du Parvis, 2005, traduction française, original du Chanoine Christoph Casetti.

### Collection «Cardinal Henri Schwery»
Les six volumes de la collection « Cardinal Henri Schwery » offrent un commentaire qui regroupent des textes relativement brefs écrits par le Cardinal tout au long de sa vie : homélies, conférences, retraites, allocutions, etc.
- Vol. 1 : Chemins de solidarité, Saint-Maurice, Éditions Saint-Augustin, 2007.
- Vol. 2 : Faut-il restaurer l'Europe?, Saint-Maurice, Éditions Saint-Augustin, 2007.
- Vol. 3 : L'Église dans le monde, Saint-Maurice, Éditions Saint-Augustin, prévu pour le printemps 2008.
- Vol. 4 : Saints et sainteté, Saint-Maurice, Éditions Saint-Augustin, prévu pour l'automne 2008.
- Vol. 5 : Beauté et spiritualité, Saint-Maurice, Éditions Saint-Augustin, prévu pour le printemps 2009.
- Vol. 6 : L'Eucharistie annoncée, Saint-Maurice, Éditions Saint-Augustin, prévu pour l'automne 2009.